# Platysteira jamesoni
Platysteira jamesoni е вид птица от семейство Platysteiridae.

## Разпространение
Видът е разпространен в Демократична република Конго, Кения, Судан, Танзания, Уганда и Южен Судан.